# Meteorus pictus
Meteorus pictus är en stekelart som beskrevs av De Saeger 1946. Meteorus pictus ingår i släktet Meteorus och familjen bracksteklar. Inga underarter finns listade i Catalogue of Life.